# Unterbruck (Fahrenzhausen)
Unterbruck ist ein Gemeindeteil von Fahrenzhausen im oberbayerischen Landkreis Freising in Bayern mit etwa 300 Einwohnern.

## Geographie
Der Ort liegt heute am linken Ufer der Amper, am Mühlbach und Schmidbach, zwei Altwasserzweige der Amper, im Urstromtal der Amper. Im Mittelalter waren diese noch Teil der mäandernden Amper.
Die Bundesstraße 13 von München nach Ingolstadt führt durch den Ort.

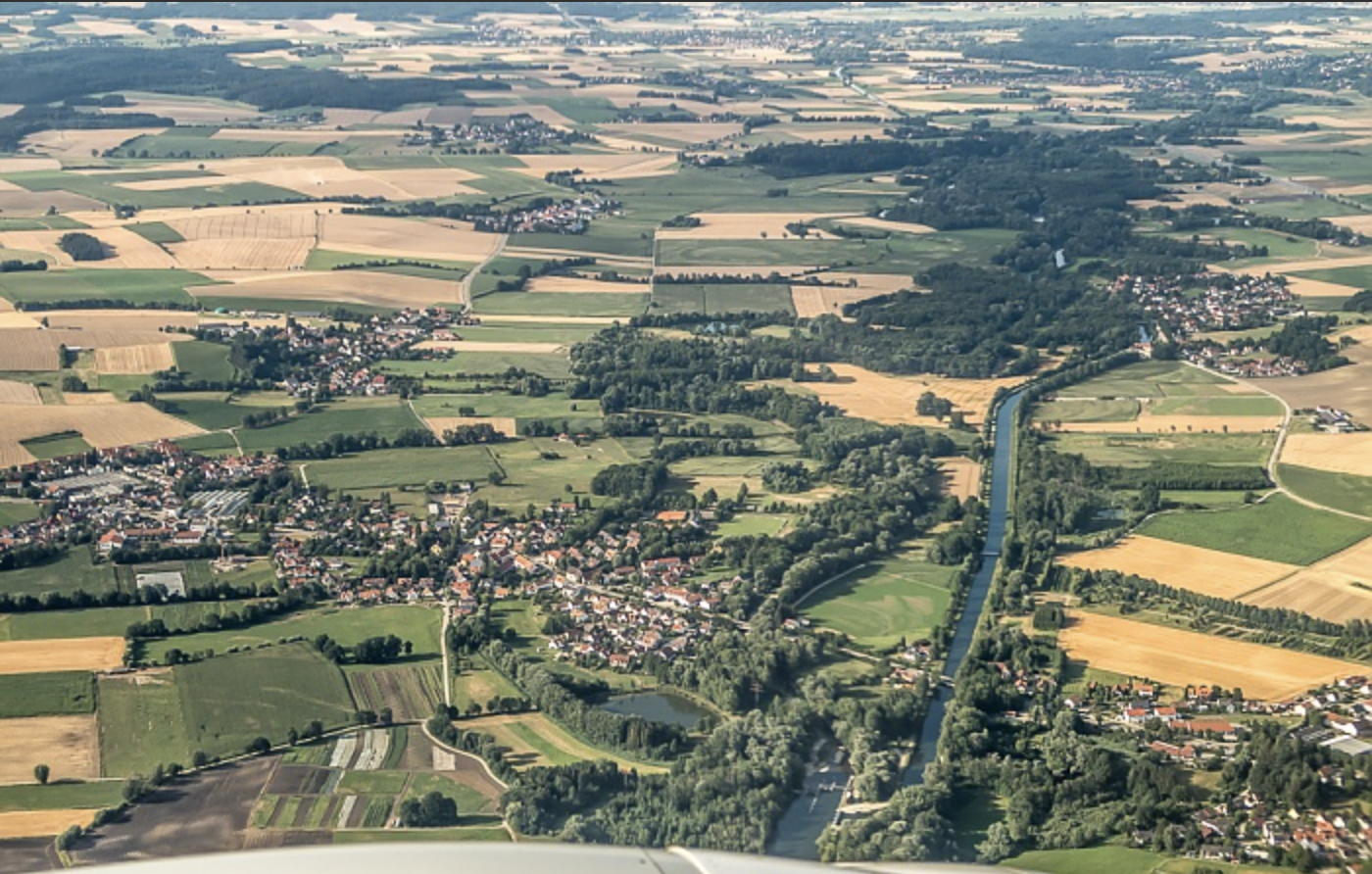
Luftbild von Unterbruck, Gemeinde Fahrenzhausen vom 26. Juli 2015. Der Ort befindet sich an der Amper unten links.

## Geschichte

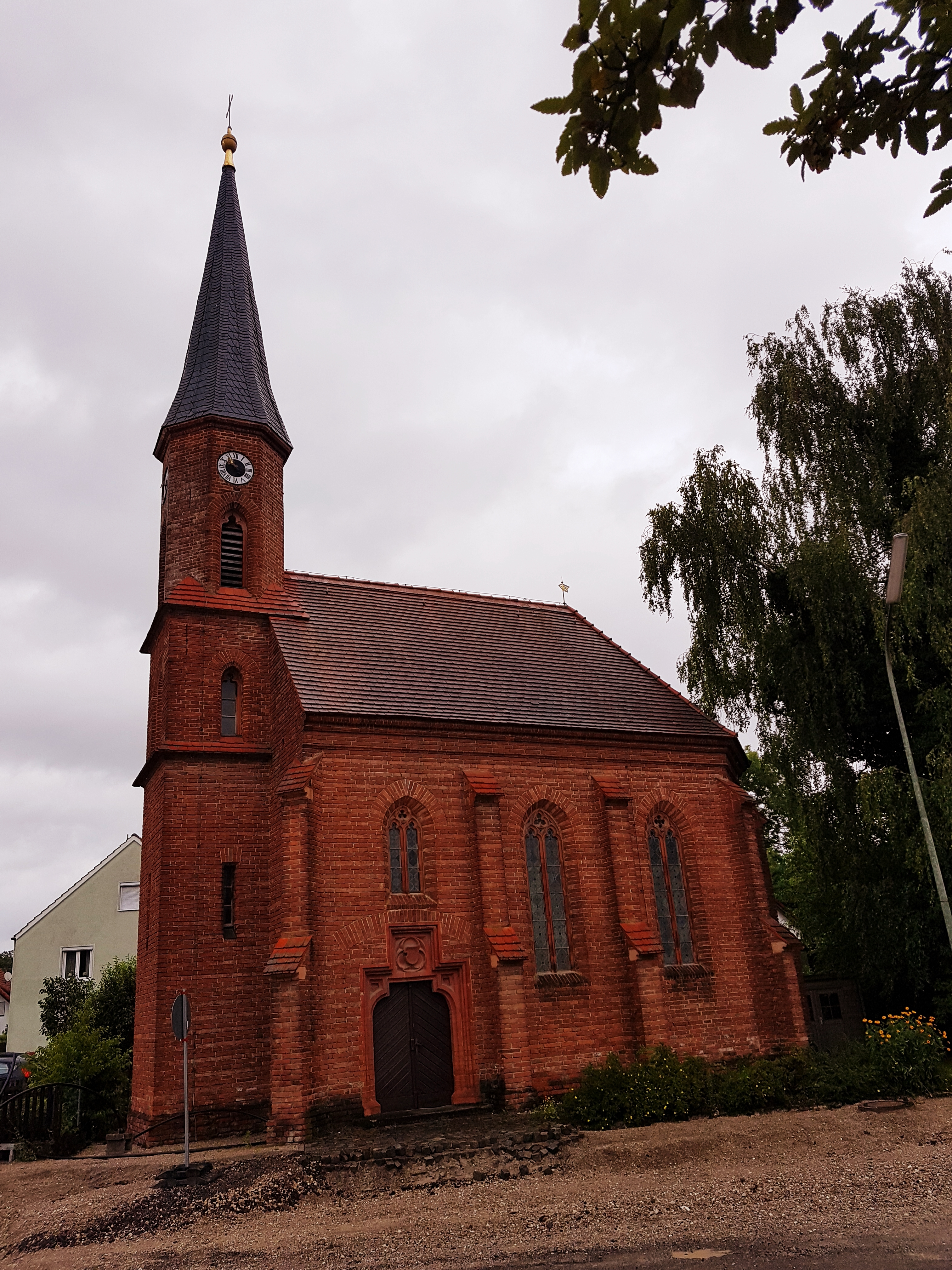
Filialkirche St. Anna

Unterbruck wurde im 12. Jahrhundert in den Matrikeln des Hochstifts Freising als Pruckh erstmals erwähnt.
Die Amper war damals in diesem Abschnitt die Grenze zwischen der Hofmark Massenhausen, die zum Hochstift Freising gehörte, und der Hofmark Haimhausen, Landgericht Dachau, das den Wittelsbachern gehörte. 1446 wurden unter Herzog Albrecht dem Frommen die Straße von München nach Ingolstadt und die Amper-Brücke neu angelegt. Dies führte dazu, dass die Poststation links der Amper zum Herzogtum Baiern zählte, während das Wirtshaus rechts der Amper zum Hochstift Freising gehörte. Seit dieser Zeit bestand an der Brücke eine Zollstation, die durch zwei Soldaten gesichert wurde. 1554 entstand die erste Mühle am heutigen Mühlbach, 1629 baute man noch eine zugehörige Sägemühle. 1648 wurden kurz vor Ende des Dreißigjährigen Kriegs sämtliche Gebäude durch die schwedischen Truppen unter Carl Gustav Wrangel zerstört. Nach dem Krieg wurden Brücke, Wirtshaus und Mühle wiederaufgebaut sowie einige Wohngebäude errichtet.

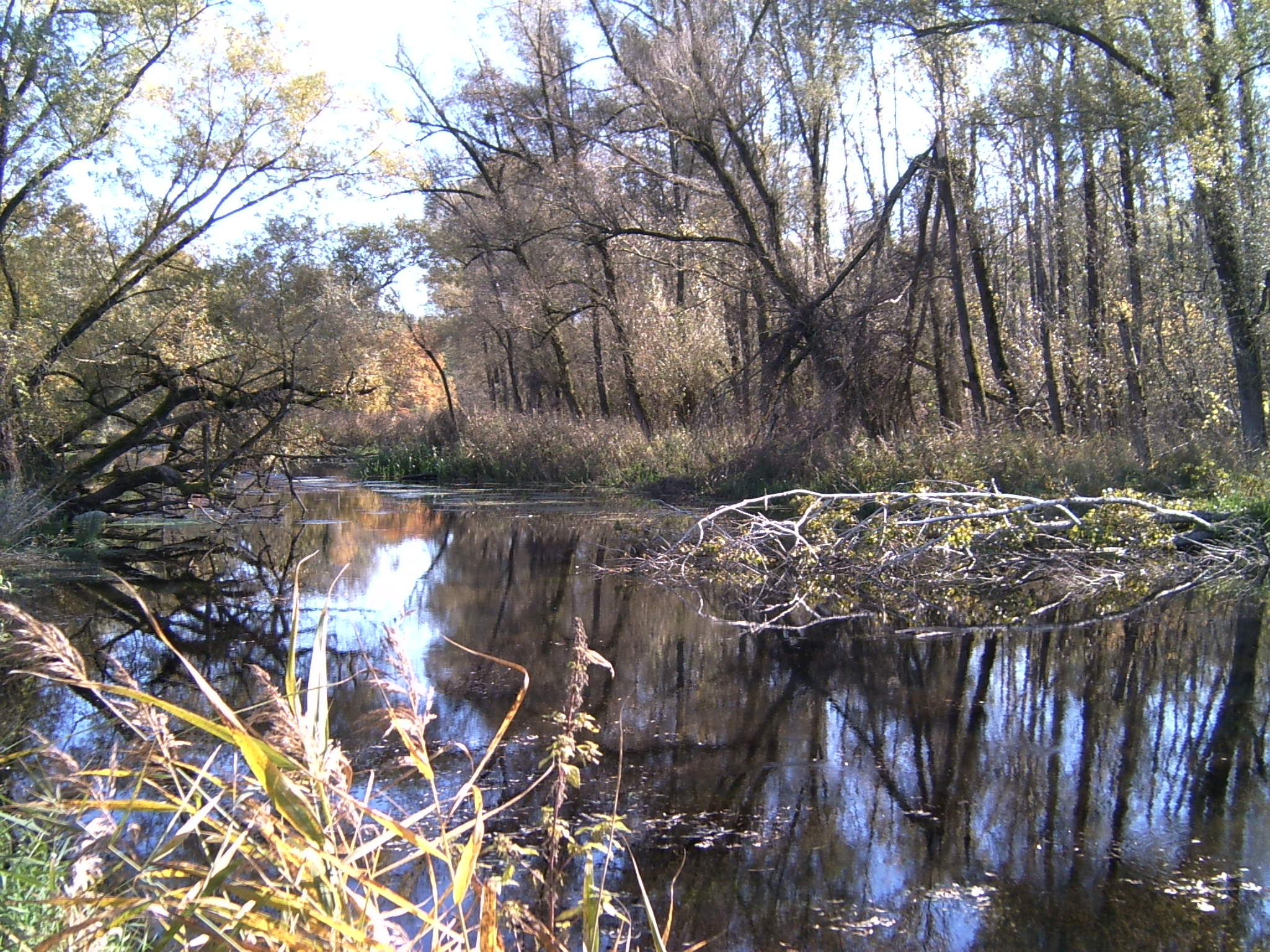
An der alten Amper

1722 stiftete das Wirtsehepaar Kögl von Unterbruck eine kleine Kapelle. Sie lag wie das Wirtshaus auf der rechten Amperseite und war der Heiligen Familie geweiht. Im Österreichischen Erbfolgekrieg wurde die Brücke 1745 abgebrannt, um den Vormarsch der Österreicher aufzuhalten. 1746 wurde die Brücke neu gebaut, und die Postkutsche brauchte sechs Stunden bis nach München. Im Vergleich dazu dauerte die Reise 1856 nur noch vier Stunden.
Im Rahmen von Mediatisierung und Säkularisation wurde am 24. Februar 1804 Unterbruck vom aufgelösten Landgericht Kranzberg dem neu gebildeten Landgericht Freising zugeordnet. Mit dem ersten Gemeindeedikt 1808 wurde Unterbruck rechts und links der Amper ein Teil der Gemeinde Großnöbach. 1805 wurde die Holzbrücke neu errichtet, die 120 Schuh (= 35 Meter) lang war und sich auf zwei Joche stützte. 1808 wurde von einer Schmiede in Unterbruck berichtet.
1835 vernichtete ein Großfeuer sechs Gebäude, die Brücke blieb unbeschädigt. 1856 baute man eine Ziegelei auf der Ostseite der Amper. 1857 musste die Kapelle wegen der Verlegung der Straße nach Ingolstadt abgerissen werden, und es entstand von 1856 bis 1859 eine neue, im neogotischen Stil errichtete Kirche. Sie wurde diesmal auf der Westseite der Amper errichtet und war der heiligen Anna geweiht.
1908 wurde die Amperwerke Elektrizitäts-AG gegründet, die ihr erstes Kraftwerk an der Amper bei Unterbruck baute. Dieses wurde im November 1909 fertiggestellt und hatte eine Leistung von 980 MW. Mit Hilfe des Werkkanals, in den ein großer Teil des Amperwassers abgeleitet wurde, konnte das Kraftwerk einen Höhenunterschied von vier Metern zwischen Oberwasser und Unterwasser ausnutzen; auch war durch den Kanal die Gefahr von Hochwasser weitgehend gebannt. Das Kraftwerk ist heute noch in Betrieb und gehört zu E.ON Bayern. 2022 erfolgte eine Sanierung und Modernisierung.

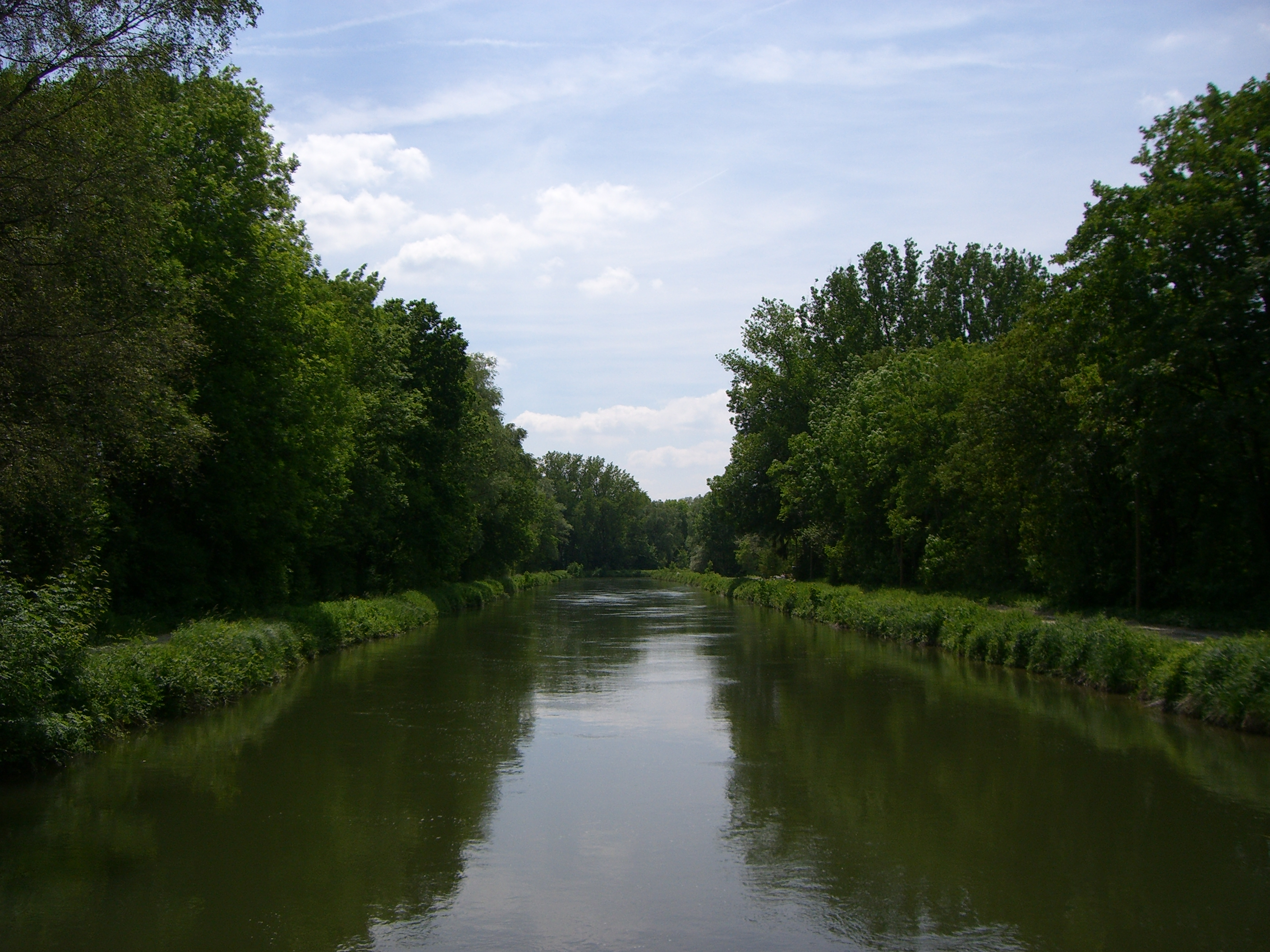
Amperkanal bei Unterbruck

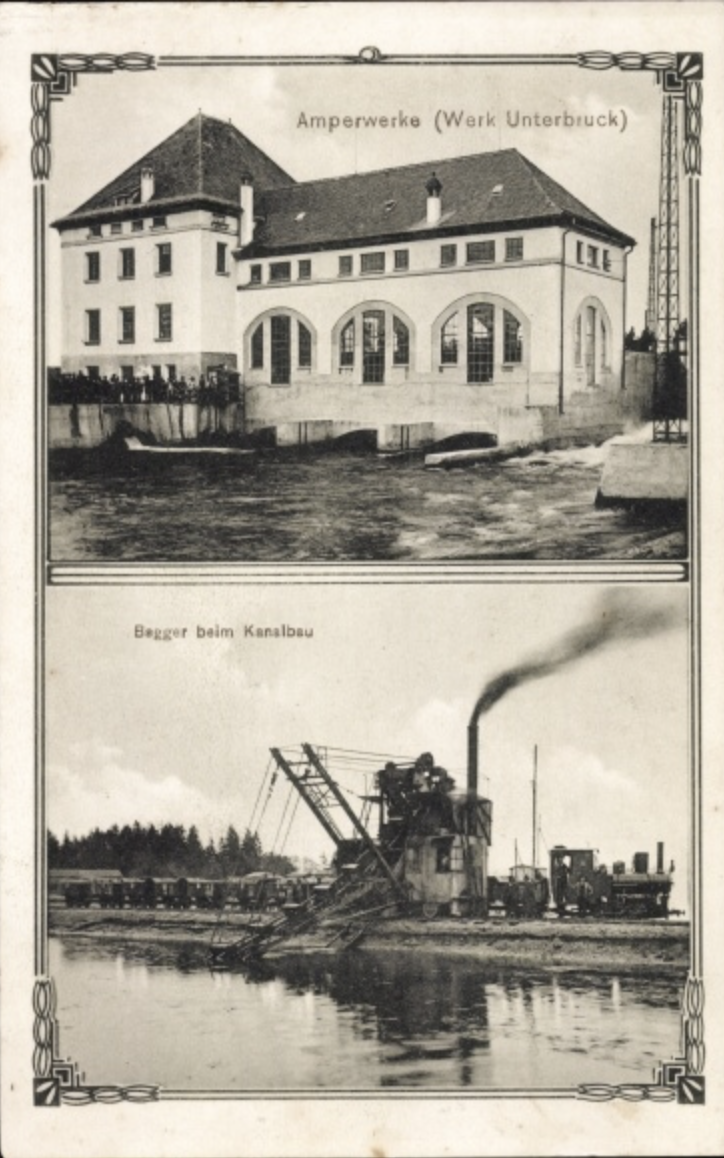
Ansichtskarte vom Bau des Amperkanals und des Kraftwerks bei Unterbruck (1909)

Am 1. Juli 1972 wurde Unterbruck als Teil der Gemeinde Größnöbach nach Fahrenzhausen eingemeindet.

### Poststation
Seit 1446, dem Bau der Straße von München nach Ingolstadt, gab es an der Brücke eine Poststelle. Diese erhob den Brückenzoll und wurde von zwei Soldaten, später von zwei Gendarmen bewacht. Seit 1750 existierte eine Poststation mit Pferdewechsel, die von der Familie von Paur geführt wurde. 1774 übernahm das Haus Thurn und Taxis die Poststation. Am 1. März 1808 wurde die Station von der königlich bayerischen Post übernommen. Mit der Fertigstellung der Eisenbahnstrecke München–Ingolstadt wurde der Postkutschenbetrieb 1868 eingestellt.

### Unterbruck auf historischen Karten

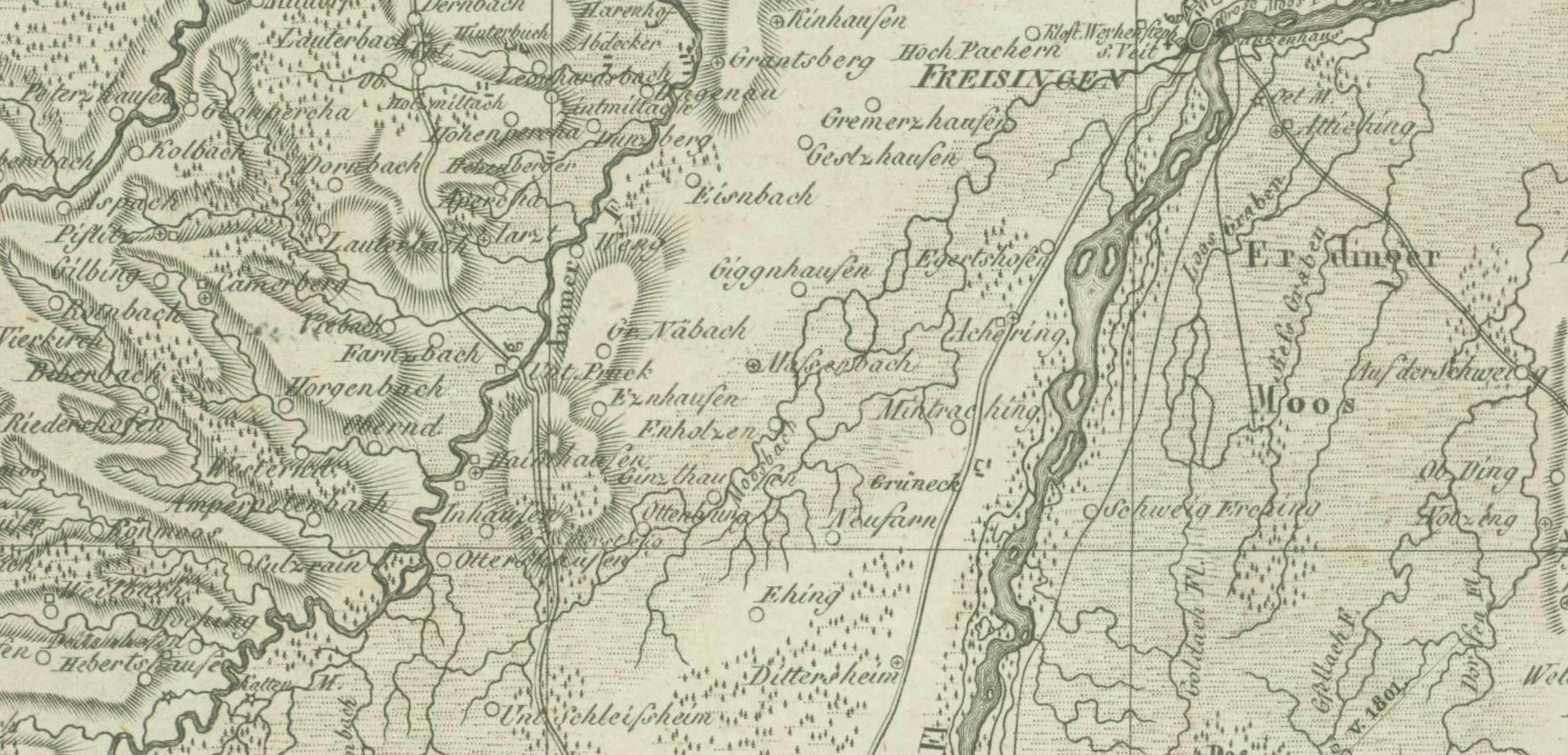
Topographisch-militairische Special-Charte von dem Königreich Bayern, Blatt 7.
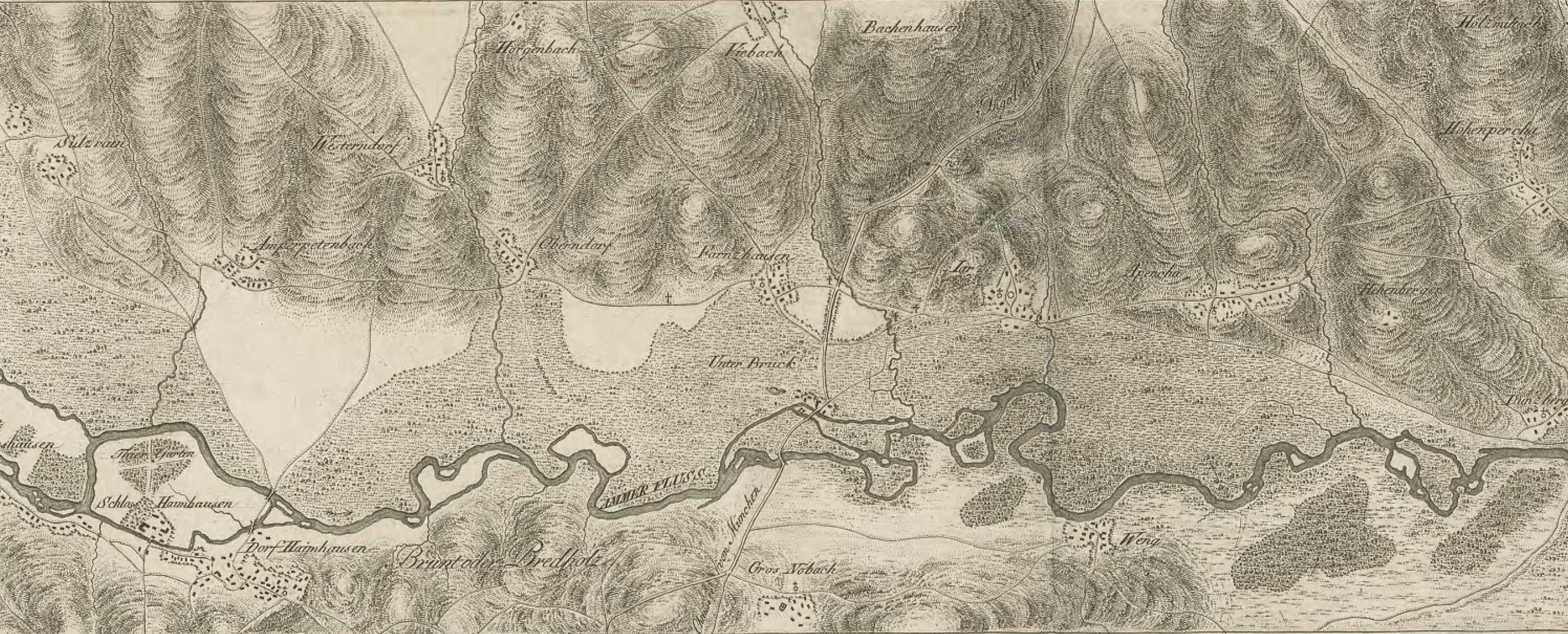
„Ammer Fluss von dem Ammer See bis an die Isar“ von Johannes Lehmann, erstellt 1808.
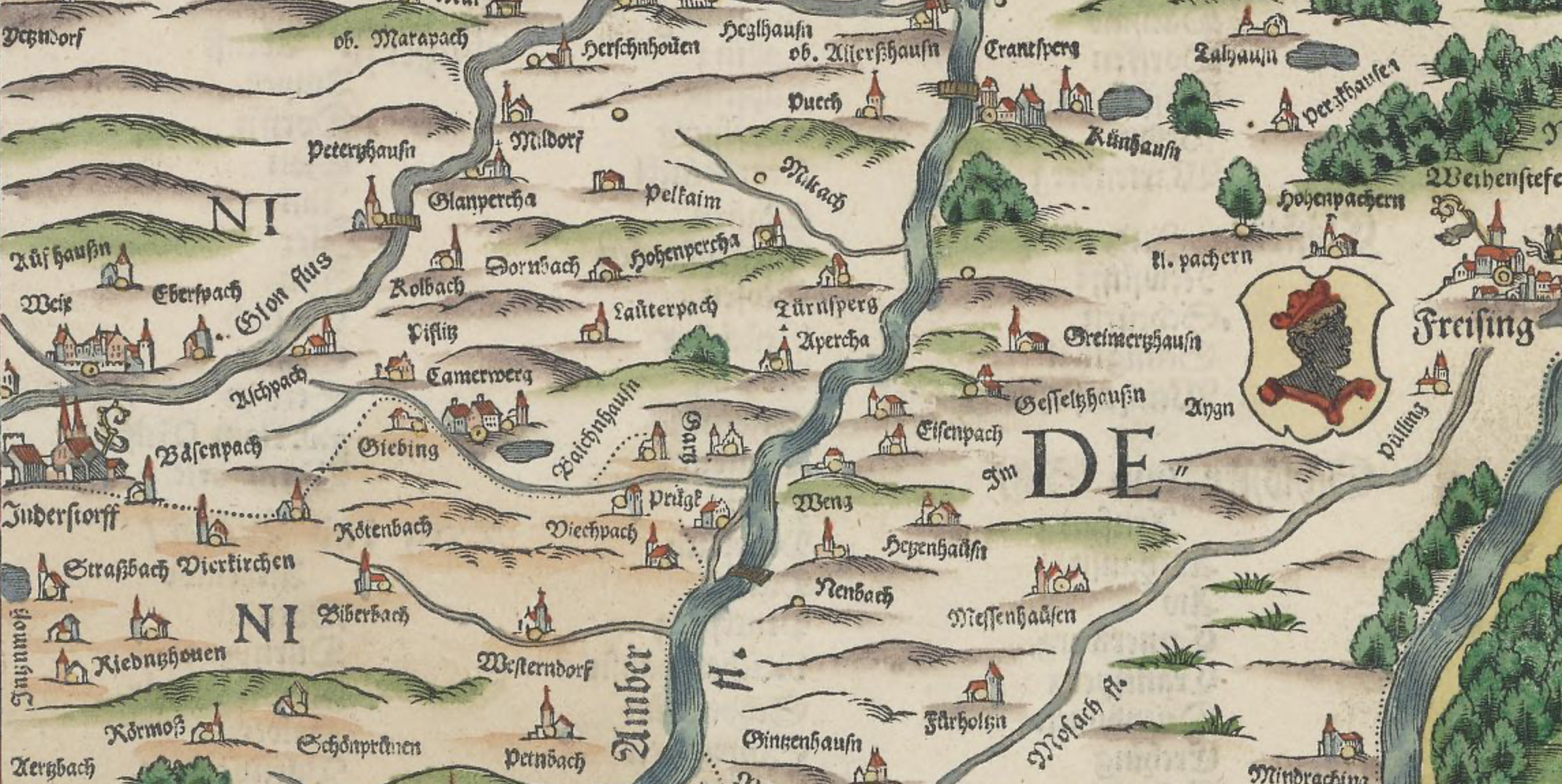
Ausschnitt aus dem Werk von Philipp Apian „Bairische Landtafeln“, Blatt 24; von 1568.

### Name
Unterbruck wurde im 12. Jahrhundert Pruckh genannt, 1463 Prug, später auch Prugg und Pruck; 1490 Pruck an der Meysteig. Der Name rührte von der Brücke über die Amper, die zur Verbindung von München nach Ingolstadt gehörte. Im Mittelalter gab es nur zwei Brücken über die Amper, nämlich die „obere Bruck“, das heutige Fürstenfeldbruck und die „untere Bruck“ bei Großnöbach. Dies blieb so bis Ende des 19. Jahrhunderts. Erst um 1782 taucht in den Literarien des Pfleggerichts Kranzberg die heutige Bezeichnung Unterbruck zum ersten Mal auf.